# Freilichtmuseum Aignerhaus

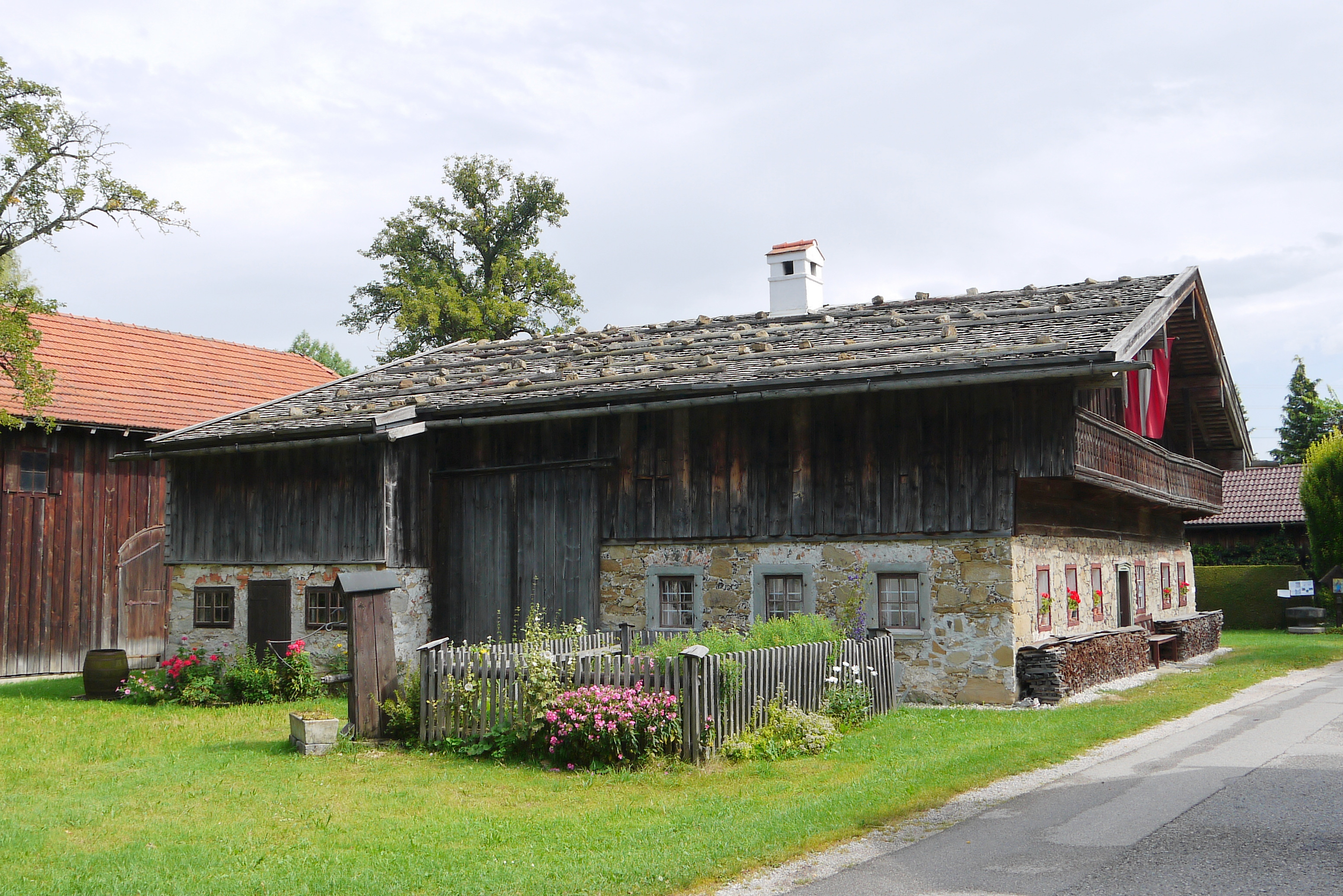
Freilichtmuseum Aignerhaus

Das Freilichtmuseum Aignerhaus ist ein bäuerliches Gebäudeensemble in St. Georgen im Attergau in Oberösterreich. Das Hauptgebäude steht unter Denkmalschutz. Nebengebäude sind eine Scheune, ein Troadkasten und eine Bienenhütte. Im Freilichtmuseum werden das bäuerliche Leben und die damit verbundenen Handwerke gezeigt.

## Mittertennhaus
Das Mittertennhaus ist das typische Bauernhaus des Attergaus. Das Mittertennhaus zeichnet sich dadurch aus, dass alle für ein Bauernhaus wichtigen Einrichtungen unter einem Dach untergebracht sind. Im vorderen Teil sind die Wohnräume situiert und getrennt durch die Tenne befinden sich im hinteren Teil des Hauses die Stall- und Bergeräume. Die Tenne, mit einem großen Einfahrtstor, erfüllt die Versorgungsfunktion.
Am östlichen Wohnteilgiebel ist beim Aignerhaus ein ca. 2 m breites Vordach mit Schrotgang (Balkon). Der Westgiebel hat einen sehr schmalen oder gar keinen Vorsprung. Er gehört zu dem typischen Bild des Mittertennhauses. Durch die in der Giebelmitte liegende Tür kommt man in die Küche, eine Verbindungstür führt von da in die Stube und eine führt in die Tenne. Über einen Durchgang gelangt man ins kleine Stüberl und über eine Stiege in das Obergeschoß zu den Schlafkammern.
Charakteristisch ist, dass die Häuser des Alpenrandes (zwischen Traun und Salzach) ihre Haustüren in der Giebelfront haben. Ein sehr ausgewogenes Hausbild schaut auf den Eintretenden. Im Aignerhaus ist der Heubergeraum ein Ständerbau, der Stall und der Wohnteil sowie der Kamin sind mit Steinen gemauert. Ziegel, Mörtel, Tonscherben und Schlacken sind in den Fugen sichtbar. Die Bauweise ist auf mehrere Generationen ausgelegt.
Zum Aignerhaus gehörten ursprünglich ca. zwei Hektar Nutzland mit Kleintierhaltung oder höchstens zwei Stück Großvieh. An der Größe des Stalles im Aignerhaus erkennt man, dass nie viel mehr Vieh im Stall stand. Das Haus entspricht in seiner Form einer Kleinlandwirtschaft. Die Familie konnte daher nicht alleine von der Landwirtschaft leben, sondern brauchte einen Nebenerwerb. Im Aignerhaus war dies eine Weberei. Einer dieser Handwebstühle ist ausgestellt.

## Nebengebäude

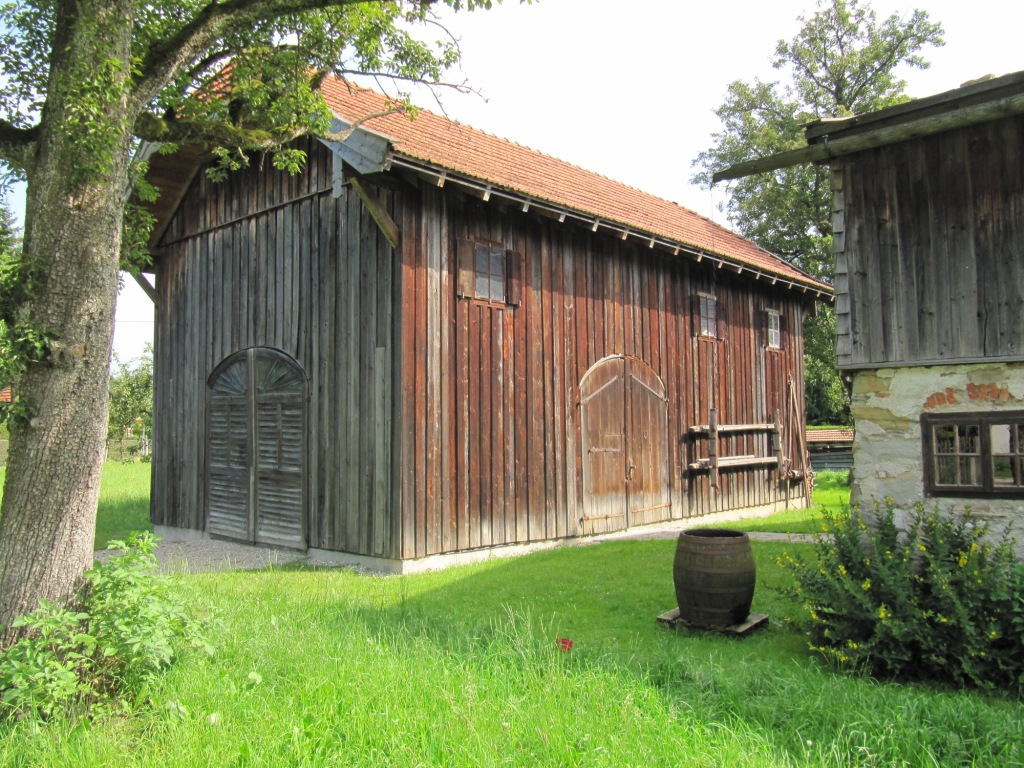
Scheune beim Aignerhaus

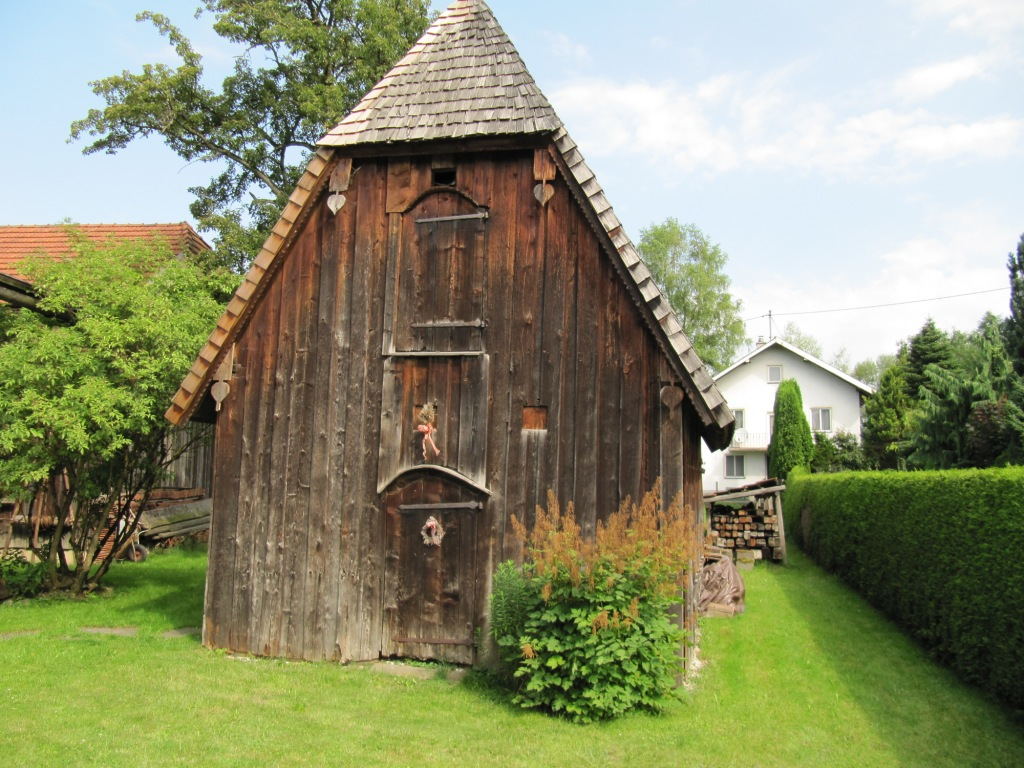
Troadkasten beim Aignerhaus

Das bestehende Mittertennhaus wurde um weitere für den Attergau typische Nebengebäude erweitert. So wurden aus der Umgebung von St. Georgen im Attergau alte Bauten abgetragen und auf dem Gelände des Aignerhauses wieder errichtet, so dass man jetzt von einem kleinen Freilichtmuseum sprechen kann.
Folgende Nebengebäude wurden errichtet: Ein Troadkasten, eine Scheune und ein Bienenhaus. Ergänzt wurde die Anlage mit einem kleinen Bauerngarten.
Im Troadkasten wurde die Getreideernte gelagert. Wenn diese Getreidelagerstätte keinen Platz im Haus gefunden hat, so hat man sehr oft den Troadkasten als Nebengebäude errichtet. Eine Scheune wurde dann errichtet, wenn der Platz im Haus für die weitere Unterbringung von landwirtschaftlichen Geräten und Maschinen zu klein wurde.

## Ausstellungen
Im Wohntrakt des Haupthauses wird das bäuerliche Leben im Attergau nachgestellt. Neben einer offenen Feuerstelle in der Küche werden auch in allen anderen Räumen die typischen Utensilien inklusive eines Webstuhls gezeigt. Besonders hervorgehoben sind Geräte des Waschalltags und textile Fertigungsmethoden. Sehr beliebt sind die beiden alten Tischkegelspiele: ein Rumpelspiel und eine Stoßbudel.
Im ehemaligen Stall- und Vorratsteil sind die Geräte für die bäuerliche Arbeit ausgestellt.
In der Scheune befinden sich bäuerliche Großgeräte, viele Fahrzeugtypen für den Sommer- und Winterbetrieb und mehrere Abteilungen über die früheren Handwerksberufe.
Bienenhaus und Troadkasten enthalten die zugehörigen Utensilien.
Weitere nichtbäuerliche Sammlungen, die zu sehen sind:
- Die Entwicklung des Schis von der Fassdaube zum Kunststoffschi, inklusive der Schischuhentwicklung vom Schneeschuh bis zum Schalenschuh.
- Die Entwicklung der Eislauf-Schuhe
- Die Entwicklung von Bergschuhen und sonstiger Bergsteigerausrüstung.

## Museumsbetrieb
Das Museum wird ehrenamtlich von Mitgliedern des Heimatverein Attergau geführt.